# The Best of L'Arc-en-Ciel C/W
The Best of L'Arc-en-Ciel C/W è il quarto greatest hits del gruppo giapponese dei L'Arc~en~Ciel. È stato pubblicato il 19 marzo 2003 dalla Ki/oon Records, in simultanea con The Best of L'Arc-en-Ciel 1994-1998 e The Best of L'Arc-en-Ciel 1998-2000, ed ha raggiunto l'ottava posizione della classifica Oricon, rimanendo in classifica per nove settimane e vendendo 141 419 copie.

## Tracce
1. Brilliant Years
2. Anata no Tame ni (あなたのたまに)
3. I'm so happy
4. Sayounara (さようなら)
5. Sai wa Nagarareta (賽は投げられた)
6. THE GHOST IN MY ROOM
7. metropolis
8. Peeping Tom
9. a swell in the sun
10. Kasou -1014 mix- (花葬)
11. hole
12. get out from the shell